# Caio Ateio Capitão
Caio Ateio Capitão (em latim: Gaius Ateius Capito; c. 30 a.C.–22 (51 anos)) foi um jurista e político romano nomeado cônsul sufecto em 5 para o nundínio de julho a dezembro com Caio Víbio Póstumo. Capitão era filho do tribuno da plebe Caio Ateio Capitão e foi educado pelo jurista Aulo Ofílio. 

## História
Capitão era um homem novo de família humilde: seu avô era um centurião de Sula,  e seu pai chegou até a posição de pretor. Era um conhecido jurista e defensor ferrenho do principado, o que lhe valeu a inimizade de Marco Antíscio Labeão. Em 11, foi nomeado curator aquarum, o encarregado do suprimento de água para toda a cidade de Roma e, quatro anos depois, após chuvas incessantes, o Rio Tibre transbordou, e coube a Capitão e a Lúcio Arrúncio cuidar de regularizar o curso do rio. Os dois levaram o problema ao Senado para discutir se as cheias do Tibre deveriam ser controladas alterando-se o curso dos rios e dos lagos, mas, depois de muita discussão e levando em conta reclamações das colônias, a dificuldade do trabalho e superstições, o Senado adotou uma proposta de Pisão, que era não fazer nada.
Em dezembro de 20, Capitão foi uma das sete testemunhas que assinaram o "Senatus consultum de Cn. Pisone patre", o ato oficial do Senado Romano sobre o julgamento e condenação de Cneu Calpúrnio Pisão, o suposto assassino de Germânico.
Ele morreu quando Tibério era imperador, em 22 d.C..

## Obras
Todas as obras de Capitão se perderam e somente os títulos são conhecidos através de citações por autores subsequentes. Entre elas estão:
- De pontificio iure ("Sobre a lei pontíficia"), pelo menos seis volumes sobre leis referentes aos pontífices
- De iure sacrificiorum ("Sobre a lei dos sacrifícios")
- Coniectanea ("Miscelânea"), pelo menos nove volumes sobre temas variados
- De officio senatorio ("Sobre o cargo de senador")
- Uma obra de título desconhecido sobre os áugures
- Epistulae ("Cartas")

## Influência
Capitão tinha uma considerável reputação como jurista e reuniu à volta de si uma escola de pensamento que ficou conhecida como "Escola Sabiniana", uma referência ao seu pupilo e sucessor Masúrio Sabino. Seus adversários, seguidores de Labeão, eram da "Escola Proculeiana". Suas obras foram lidas e citadas até pelo menos o século VI, apesar de mais pelos lexicógrafos (como Sexto Pompeu Festo e Aulo Gélio) do que por juristas.

## Sources
- Der kleine Pauly. Lexikon der Antike. München 1979.
- C. Atei Capitornis Fragmenta, L. Strzelecki (ed.), Wroclaw, Polska Akademia Nauk, 1960.